# جنبش بدون خودرو

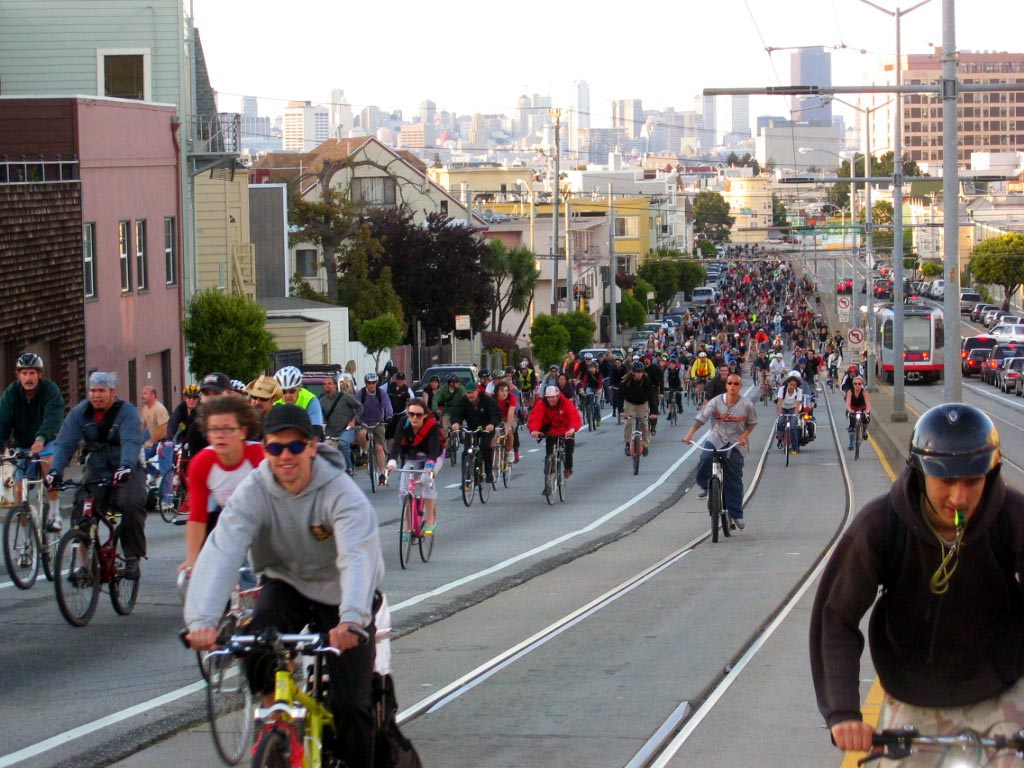
سان فرانسیسکو در سال ۲۰۰۵ میلادی.

جنبش بدون خودرو شبکه‌ای گسترده، غیررسمی و نوظهور از افراد و سازمان‌ها، از جمله فعالان اجتماعی، برنامه‌ریزان شهری، مهندسان حمل‌ونقل، طرفداران محیط زیست و دیگران است که با این باور مشترک گرد هم آمده‌اند که وسایل نقلیه موتوری بزرگ و/یا پرسرعت (خودروها)، کامیون‌ها، تراکتورها، موتورسیکلت‌ها و غیره) در اکثر شهرهای مدرن به‌طور بیش از حدی به عنوان وسیله نقلیه و حمل و نقل استفاده می‌شوند. هدف این جنبش ایجاد مکان‌هایی است که استفاده از وسایل نقلیه موتوری را تا حد زیادی کاهش یا حذف می‌کند. این مکان‌ها، فضای جاده و پارکینگ را به سایر کاربری‌های عمومی بازسازی و محیط و مناطق شهری فشرده تری را در نظر دارند. در این محیط‌ها، بیشتر مقاصد با دیگر روش‌های حمل و نقل غیر خودرویی همانند پیاده‌روی، دوچرخه سواری، و حمل و نقل عمومی، در دسترس هستند.

## پیش زمینه

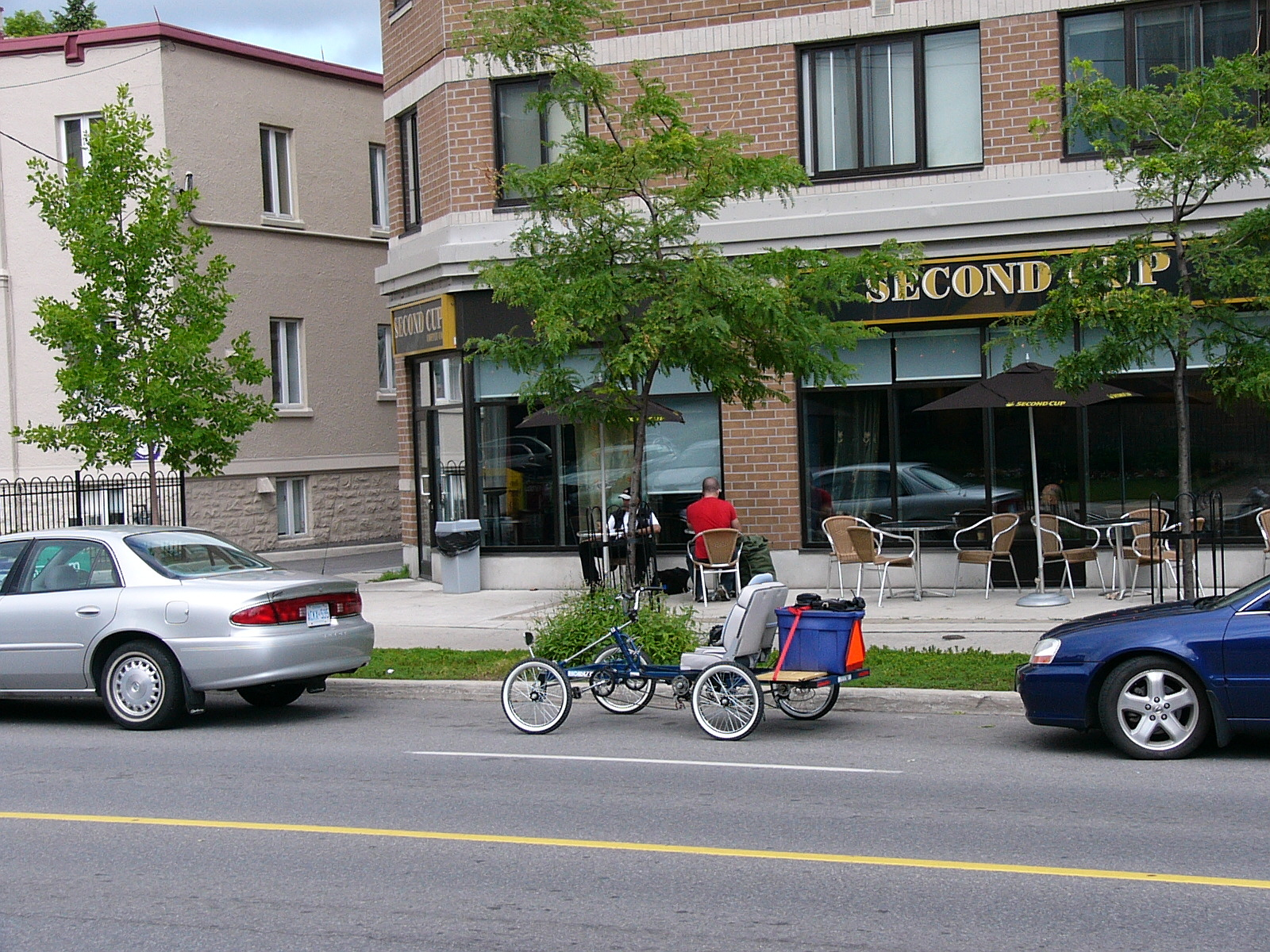
چهارچرخه ای که در خیابان شهری کانادا بین ماشین‌ها پارک شده‌است

قبل از قرن بیستم میلادی، شهرها و شهرک‌ها معمولاً فشرده بودند و دارای خیابان‌های باریکی بودند که با فعالیت‌های انسانی مشغول بود. در اوایل قرن بیستم، بسیاری از این سکونتگاه‌ها برای جا دادن خودرو با جاده‌های وسیع‌تر، فضای پارک خودرو بیشتر و تراکم جمعیت کمتر، با فضای بین ساختمان‌های شهری که برای استفاده خودروها در نظر گرفته شده بود، سازگار شدند. تراکم جمعیت کمتر به معنای پراکندگی شهری با فواصل طولانی‌تر بین مکان‌ها است. هزینه کم استفاده باعث ازدحام ترافیک شد که حمل و نقل قدیمی را غیرجذاب یا غیرعملی کرد و شرایط را برای ترافیک و پراکندگی بیشتر ایجاد کرد. سیستم استفاده از خودرو «به‌طور فزاینده ای قادر به بیرون راندن» انواع دیگری از نوع حمل و نقل مانند پیاده‌روی، دوچرخه سواری، اتوبوس و قطار شد. این روند به تغییراتی در شکل شهری و الگوهای زندگی منجر شد که فرصت کمی برای افراد بدون خودرو فراهم می‌کرد.
برخی از دولت‌ها با سیاست‌ها و مقرراتی با هدف معکوس کردن وابستگی به خودرو از طریق افزایش تراکم شهری، تشویق توسعه کاربری مختلط، کاهش فضای اختصاص داده شده به خودروهای شخصی، افزایش پیاده‌راهوری، حمایت از دوچرخه‌سواری و سایر وسایل نقلیه جایگزین مشابه در اندازه و سرعت، و حمل‌ونقل عمومی واکنش نشان داده‌اند. در سطح جهانی، برنامه‌ریزی شهری در تلاش برای افزایش سهم حمل و نقل عمومی و حمل و نقل غیر موتوری و دور شدن از توسعه حمل و نقل خصوصی در حال تحول است. شهرهایی مانند هنگ کنگ یک سیستم حمل و نقل عمومی بسیار یکپارچه ایجاد کردند که به‌طور مؤثر استفاده از حمل و نقل خصوصی را کاهش داده. برخلاف سفرهای شخصی با خودرو، اشتراک و اجاره خودرو، که در آن مردم به‌جای داشتن خودرو می‌توانند به راحتی برای چند ساعت خودرو اجاره کنند، به عنوان یک عنصر مهم برای حمل‌ونقل شهری در حال ظهور است.

## طراحی شهری

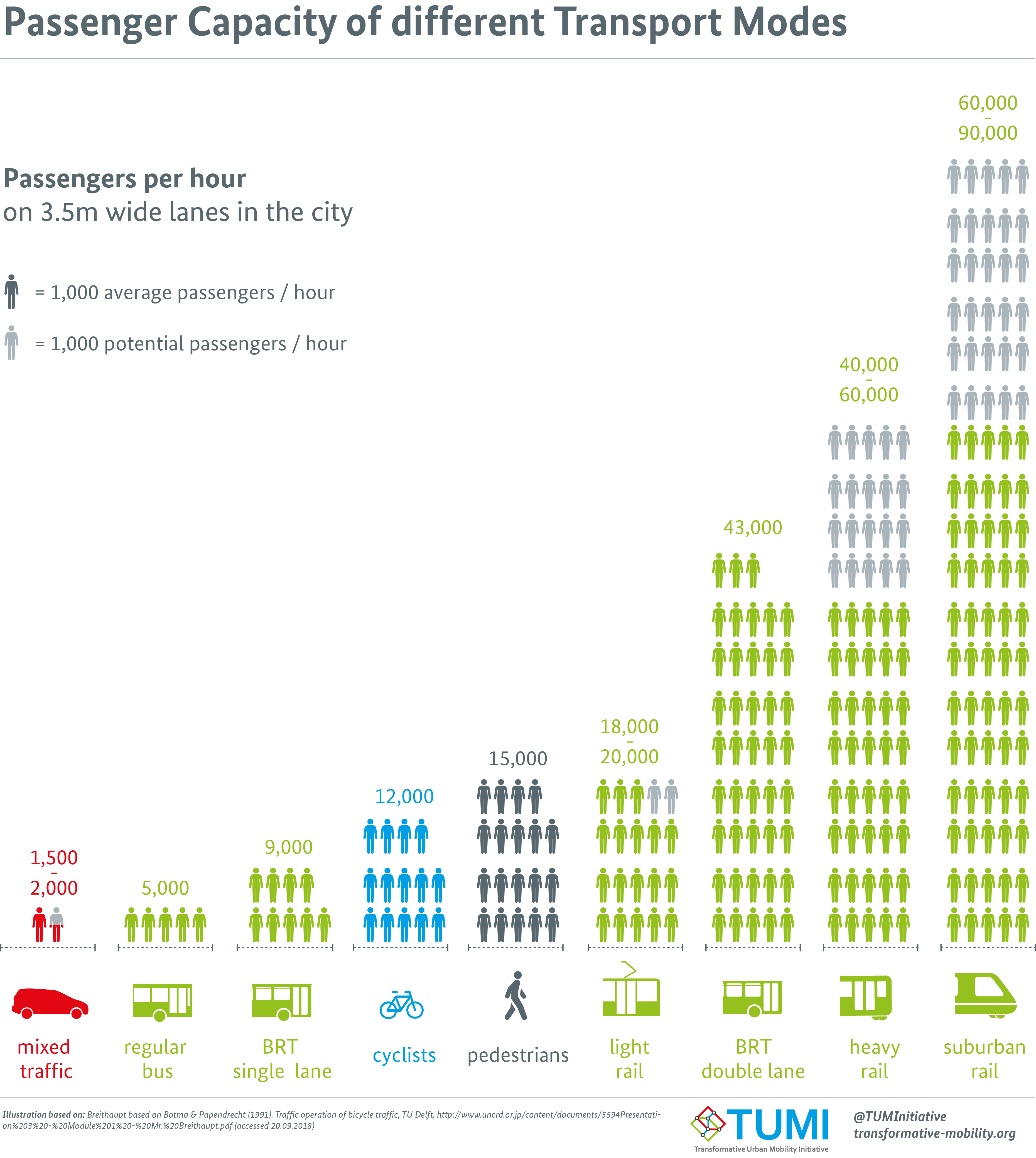
ظرفیت مسافر در وسایل مختلف حمل و نقل

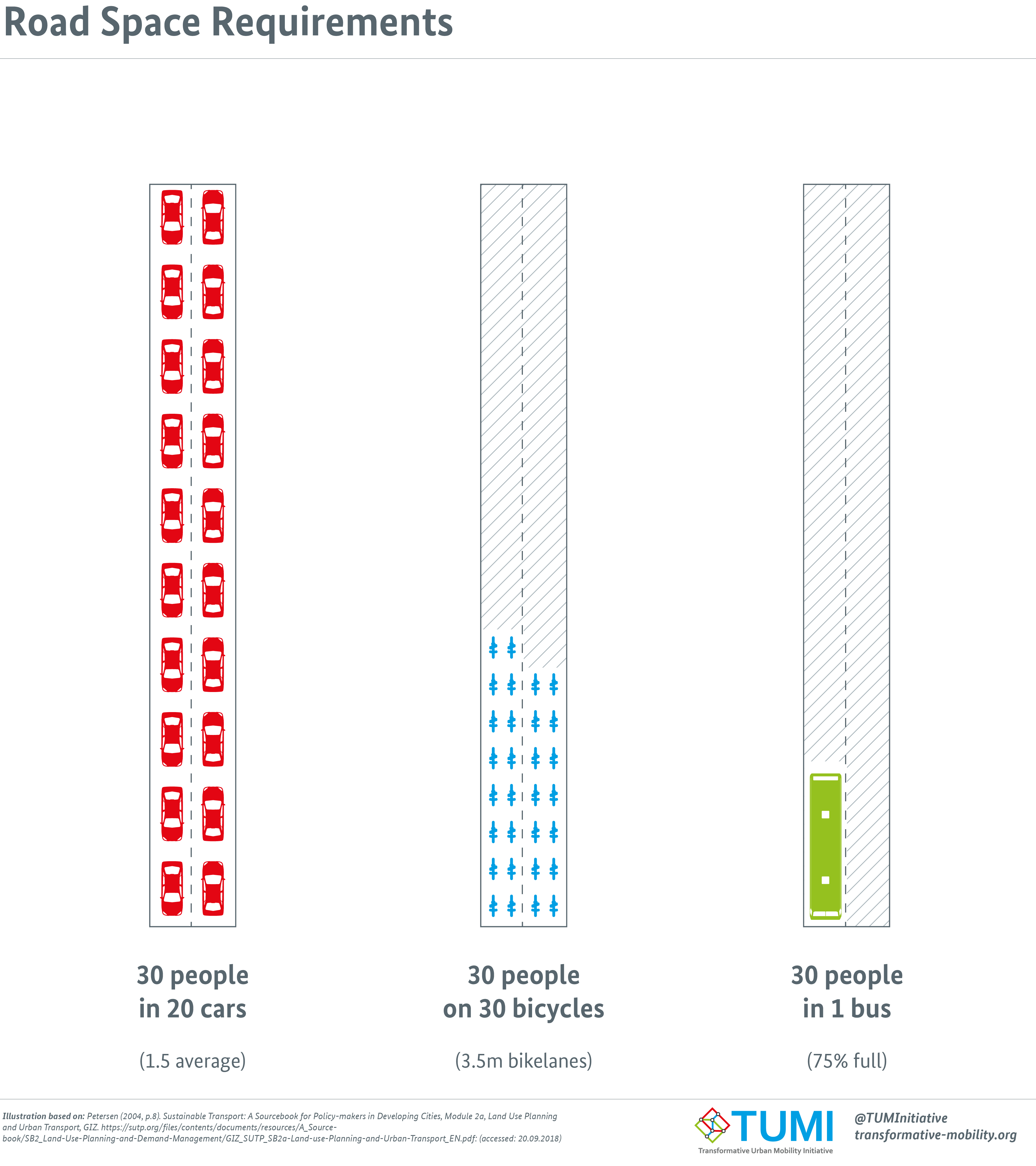
میزان فضای اشغال شده توسط سه نوع وسیله نقلیه در جاده

حامیان جنبش بدون خودرو بر روی گزینه‌های ترابری پایدار و عمومی (اتوبوس، تراموا و غیره) و طراحی شهری، پهنه بندی، سیاست‌های مکان‌گذاری مدارس، کشاورزی شهری، گزینه‌های کار از راه دور، و توسعه‌های مسکن‌هایی که مجاورت یا دسترسی بیشتری را ایجاد می‌کنند، تمرکز می‌کنند. این سیاست‌ها باعث ایجاد حمل و نقل از راه دور کمتر در نتیجه نیازهای زندگی روزمره می‌شود.
نوشهرگرایی یک جنبش طراحی شهری آمریکایی است که در اوایل دهه ۱۹۸۰ میلادی به وجود آمد. هدف آن اصلاح تمام جنبه‌های توسعه املاک و مستغلات و برنامه‌ریزی شهری، از مقاوم‌سازی شهری تا ارتقا «suburban infill» ها بوده. در این جنبش، محله‌های شهری جدید طوری طراحی شده‌اند که دارای طیف متنوعی از مسکن و مشاغل باشند و قابلیت پیاده‌راهوری بیشتری باشند. شهرهای دیگری که خود محورتر هستند نیز در حال ایجاد تغییرات تدریجی برای ارائه جایگزین‌های حمل و نقلی از طریق بهبود خیابان‌های کامل هستند.
میدان‌های جهانی برای همه (به انگلیسی: World Squares for all) طرحی است برای حذف بیشتر ترافیک از میدان‌های اصلی لندن، از جمله میدان ترافالگار و میدان پارلمان.
شهرهای بدون خودرو، همان‌طور که از نام آن پیداست، کل شهرها (یا حداقل قسمت‌های داخلی آن‌ها) هستند که کاملاً بدون خودرو ساخته شده‌اند.
مناطق بدون خودرو مناطقی از یک شهر یا شهرک هستند که استفاده از خودرو در آنها ممنوع یا بسیار محدود شده‌است.
برای ایجاد مناطق/شهرهای عاری از خودرو، تیرک‌های مهار (متحرک و/یا ثابت) و سایر موانع اغلب برای ممانعت از دسترسی خودرو استفاده می‌شوند.
خیابان‌های زنده و خیابان‌های کامل، نیازهای کاربران خیابان را به‌طور کلی بر نیازهای رانندگان خودرو ترجیح می‌دهند. آنها طوری طراحی شده‌اند که توسط عابران پیاده، کودکان، دوچرخه سواران و وسایل نقلیه موتوری با سرعت پایین به اشتراک گذاشته شوند.

کمربندی اطراف آمستردام (با رنگ قرمز نشان داده شده‌است). در خروجی‌های این کمربندی، مراکز پخش (توزیع) می‌تواند راه اندازی شوند.

## توسعه بدون خودرو

### تعاریف و انواع روش‌های توسعه بدون خودرو

#### مناطق مختص به عابران پیاده
مناطق عابر پیاده ممکن است برای توسعه‌های بدون خودرو در نظر گرفته شوند، جایی که شامل جمعیت قابل توجهی و نرخ پایین مالکیت وسیله نقلیه برای هر خانوار می‌شود. بزرگ‌ترین نمونه در اروپا خرونینگن، هلند است که در سال ۲۰۰۸ میلادی جمعیت مرکز شهر آن ۱۶۵۰۰ نفر بود.

### مزایا و معایب

میزان کاهش ردپای کربنی برای اعمال مختلف یک شخص

مطالعات متعددی در مورد توسعه‌های اروپایی بدون خودرو انجام شده‌است. جامع‌ترین در سال ۲۰۰۰ و توسط «Jan Scheurer» انجام شد. سایر مطالعات اخیر در مورد مناطق خاص بدون خودرو مانند توسعه بدون خودرو در فلوریدسدورف وین نیز انجام شده‌است.
مزایای اصلی یافت شده برای توسعه بدون خودرو (خلاصه شده در ملیا و همکاران 2010) که در مطالعات مختلف یافت می‌شود عبارتند از:
- سطوح بسیار پایین استفاده از خودرو، در نتیجه ترافیک بسیار کمتری در جاده‌های اطراف
- نرخ بالای پیاده‌روی و دوچرخه سواری
- حرکت بیشتر مستقل و بازی فعال در بین کودکان
- زمین کمتری برای پارکینگ و جاده گرفته شده و در نتیجه، فضای بیشتری برای محیط‌های سبز یا اجتماعی در دسترس است

مشکلات اصلی مربوط به مدیریت پارکینگ است. عدم کنترل میزان فضای پارکینگ اغلب منجر به شکایت همسایگان در مورد از پارکینگ غیرمجاز و بیش از حد دیگران یا به اصطلاح «overspill parking» می‌شود.